# ب‌ام‌و برلیانس
ب‌ام‌و برلیانس (انگلیسی: BMW Brilliance) شرکت خودروسازی چینی است، که در سال ۲۰۰۳ تأسیس شد.